# SStB Planina - Quarnero
Az SStB Planina - Quarnero szerkocsisgőzmozdony-sorozat volt az osztrák-magyar Südlichen Staatsbahn (SStB)-nál.

## Története
A 17 db mozdonyt a WRB 1849-ben és 1850-ben gyártotta. Große Gloggnitzer (Nagy Gloggnizi) néven váltak ismertté, mivel a Bécsújhely-Gloggnitz hegyi szakaszon jól beváltak (Az ezt követő Semmeringbahn még nem épült meg). A Kleinen Gloggnitzern SStB Cilli - Monfalcone mozdonyaihoz képest nagyobb gőzhengereik, kisebb kerekeik és nagyobb súlyaik voltak.
Az sorozatba tartozó mozdonyok a vasút 1858-as privatizációjával az osztrák-magyar Déli Vasút magánvasút-társasághoz kerültek, ahol a 837–853 pályaszámokat kaptak, és 1860-tól a 15-ös sorozatba tartoztak.
A mozdonyokat 1861-ben selejtezték.

## Fordítás
- Ez a szócikk részben vagy egészben  a   SStB – Planina bis Quarnero című német Wikipédia-szócikk fordításán alapul.  Az eredeti cikk szerkesztőit annak laptörténete sorolja fel. Ez a jelzés csupán a megfogalmazás eredetét és a szerzői jogokat jelzi, nem szolgál a cikkben szereplő információk forrásmegjelöléseként.